# Zaczarowane baletki (film)
Zaczarowane baletki (ang. Ballet shoes) – zrealizowana przez BBC ekranizacja powieści Zaczarowane baletki autorstwa Noel Streatfeild o trzech adoptowanych dziewczynkach, z których jedna marzy o karierze filmowej (w roli Pauline Fossil Emma Watson), druga chce być sławną baletnicą a trzecia śni o lataniu.

## Obsada i twórcy

### Obsada
- Emma Watson jako Pauline Fossil
- Yasmin Paige jako Pietrowna Fossil
- Lucy Boynton jako Pusia Fossil
- Emilia Fox jako Sylwia Brown
- Victoria Wood jako Niania
- Marc Warren jako Pan Simpson
- Richard Griffiths jako Dziadek Mateusz
- Eileen Atkins jako Madame Fidolia
- Lucy Cohu jako Theo Dane
- Teresa Churcher jako Klara
- Emma Darwall Smith jako Tatiana

### Twórcy
- Sandra Goldbacher - reżyseria
- Heidi Thomas - scenariusz
- Noel Streatfeild - materiały do scenariusza (na podstawie powieści "Zaczarowane baletki")
- Emma Riley - kierownik produkcji
- Paul Gilpin - scenografia
- David Lewis - producent
- Mike Syson, Tony Gibbs i Justin Ackroyd - kostiumy